# Minniza lindbergi
Minniza lindbergi är en spindeldjursart som beskrevs av Beier 1957. Minniza lindbergi ingår i släktet Minniza och familjen Olpiidae. Inga underarter finns listade i Catalogue of Life.